# 116 (tal)
116 är det naturliga talet som följer 115 och som följs av 117.
- 116 används av supporterföreningar till Hammarby eftersom delar av Södermalm har postnummer som börjar på 116

## Inom matematiken
- 116 är ett jämnt tal.
- 116 är ett defekt tal
- 116 är ett aritmetiskt tal
- 116 är ett Størmertal

## Inom vetenskapen
- 116 Sirona, en asteroid
- Livermorium, atomnummer 116